# Ivo van Yvezele

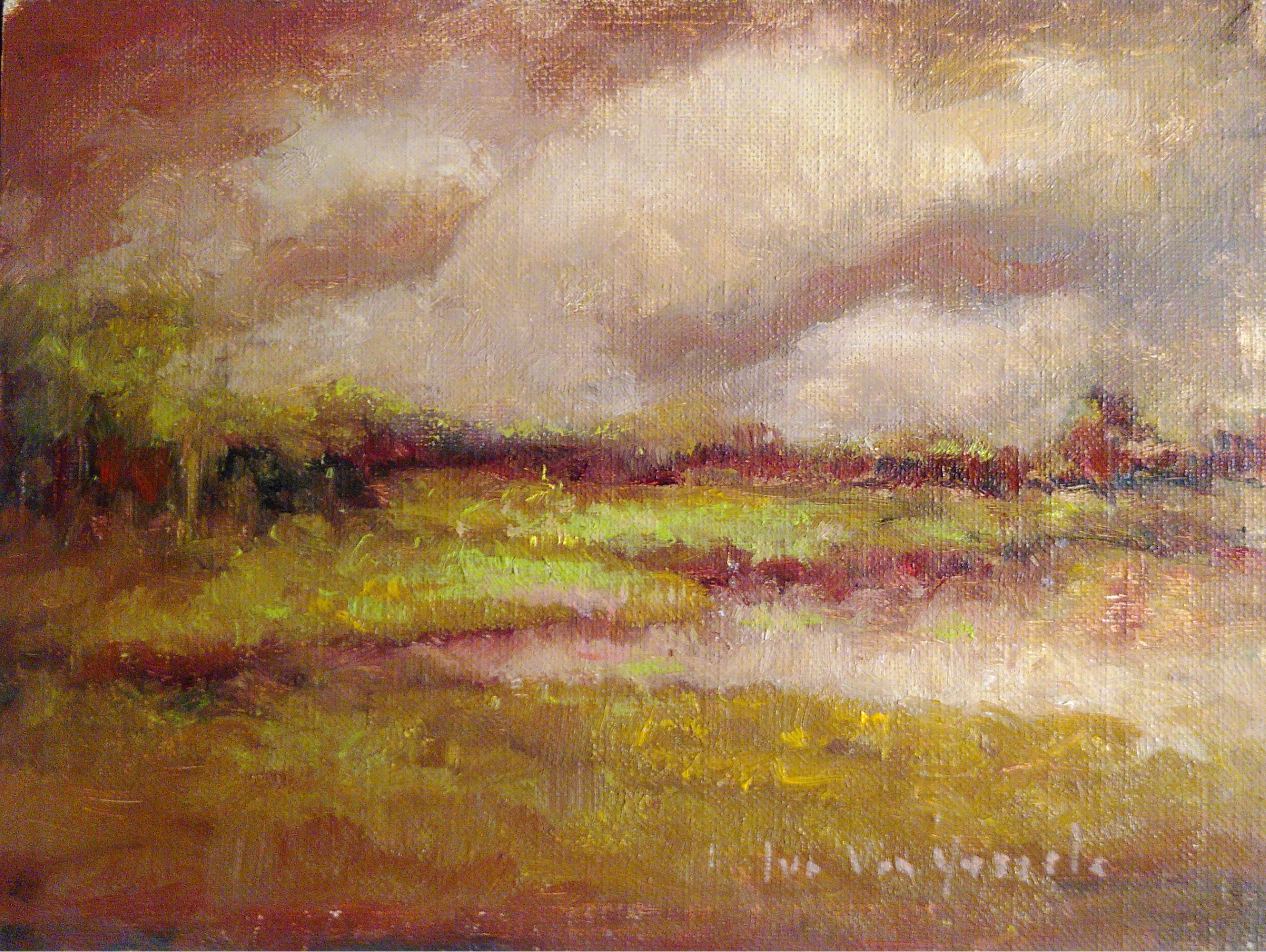
Natuurlandschap

Ivo van Yvezele, pseudoniem van Roger Ducatteeuw (Sint-Eloois-Vijve, 8 juni 1918 - Kortrijk, 1 augustus 1999) was een Belgisch dichter en schilder.

## Levensloop
Ivo van Yvezele woonde en werkte in Ingooigem. Hij was er onderwijzer, schoolhoofd en koster. Op 22 juli 1943 trad hij in het huwelijk met Marie-José Decock. In 1984 wordt hij tot diaken gewijd in de Sint-Antoniuskerk in Ingooigem.

### Schilder
Ivo van Yvezele schilderde natuurtaferelen. Hij was ook actief als restaurateur. Zo restaureerde hij schilderijen in de Sint-Antoniuskerk.